# Chair Airlines
Chair Airlines ist eine Schweizer Fluggesellschaft und die Nachfolgegesellschaft der Germania Flug AG. Chair Airlines hat den Sitz in Opfikon (Kanton Zürich) und Basis auf dem Flughafen Zürich.

## Geschichte
Chair Airlines wurde im August 2014 unter dem Namen Germania Flug als Aktiengesellschaft durch Schweizer Investoren (60 %) und die deutsche Germania Fluggesellschaft (40 %) gegründet.
Nach dem Erstflug am 26. März 2015 flog die Germania Flug für den Schweizer Reisekonzern Hotelplan Suisse im Sommerflugplan 2015 zu 13 Badeferienzielen in Europa und Nordafrika. Darüber hinaus flog die Airline für Air Prishtina nach Pristina und Skopje. Ende August 2015 wurde bekannt, dass Hotelplan die Zusammenarbeit mit der Germania Flug zum 31. Oktober 2015 gekündigt hat. Der annullierte Vertrag galt bis einschliesslich Winter 2015/2016. Infolgedessen leitete die Germania Flug gerichtliche Schritte gegen die ihrer Meinung nach vertragswidrige Kündigung ein. Schliesslich wurde die Beschwerde im Mai 2018 vom Bundesgericht abgewiesen.
Im Oktober 2015 wurde eine Airbus A321 der deutschen Germania übernommen, die unter anderem für die Air Prishtina auf der Strecke zwischen Pristina und Skopje eingesetzt wird. Ab Sommer 2016 waren Linienflüge zu 20 unterschiedlichen europäischen Flugzielen geplant. Im Mai 2018 gab Germania Flug bekannt, ihre Flotte durch einen Airbus A319-100 der Bulgarian Eagle zu verstärken. Im Oktober 2018 wurde bekanntgegeben, dass man im Sommer 2019 weiter expandieren und dafür die Flotte auf insgesamt fünf Maschinen vergrössern werde.
Ende 2018 kam die deutsche Germania in finanzielle Schwierigkeiten, weswegen Hotelplan Suisse die Sitzplatzbuchungen im Januar 2019 bei der Germania Flug einstellte. Nach der Erklärung der Insolvenz der deutschen Gesellschaft Anfang Februar 2019 konnte die Schweizer Gesellschaft weiterfliegen. Mitte Februar übernahm die Air-Prishtina-Chefin Leyla Ibrahimi-Salahi mit ihrer Beteiligungsgesellschaft Albex Aviation Germania Flug vollständig, inklusive des bislang von der gemeinsamen Muttergesellschaft Germania Beteiligungsgesellschaft gehaltenen Anteils. Als Teil der Neuausrichtung wurde zu diesem Zeitpunkt auch ein Markenwechsel angestrebt.
Ursprünglich war geplant, dass Germania Flug im Sommer 2019 mit vier Flugzeugen operieren sollte, davon sollte eine Maschine durch Bulgarian Eagle im Wetlease betrieben werden. Der Airbus A321-200 mit dem Kennzeichen HB-JOI wurde im März 2019 aufgrund von Schwierigkeiten bei der Umschreibung der Leasingverträge zurückgegeben und durch einen Airbus A319-100 aus den Beständen der Germania ersetzt. Aufgrund der Insolvenz der Bulgarian Eagle und der schwierigen Situation auf dem Wetlease-Markt nach dem Grounding der Boeing 737 MAX 8 konnte jedoch keine vierte Maschine gemietet werden, sodass der Sommerflugplan kurzfristig auf drei Maschinen umgeplant werden musste.
Am 3. Mai 2019 wurde bekannt gegeben, dass sich die polnische Charterfluggesellschaft Enter Air mit 49,99 Prozent an Germania Flug beteiligt. Die restlichen 50,01 Prozent wurden von der Air-Prishtina-Chefin Leyla Ibrahimi gehalten.
Germania Flug vermeldete am 11. Juni 2019, dass sich die Fluggesellschaft in Chair Airlines umbenenne, die erste Maschine stand am Abend des 11. Juni 2019 mit dem neuen Logo bereit.
Der Sommerflugplan 2019 bestand aus Flügen von Zürich zu Zielen in der Balkanregion und anderen Urlaubsorten am Mittelmeer, wie zum Beispiel Palma de Mallorca, Larnaca, Kos, Heraklion und Hurghada.
2024 machten Linienflüge nach Pristina und Skopje rund 45 % des Passagieraufkommens der Airline aus. Knapp 45 % der Passagieraufkommens machten Flüge zu europäischen Badedestinationen. ACMI- und Adhoc-Aktivitäten machen lediglich 10 % des Aufkommens aus. So führte Chair im Sommer 2023 einzelne Flüge für Marabu durch.

## Flugziele
Das Streckennetz von Chair Airlines umfasst im Sommer 2023 insgesamt 15 Ziele in Europa, Nordafrika und dem Nahen Osten.
Im Sommerflugplan 2025 verbindet Chair Airlines Zürich mit mehr als 10 Ferienzielen direkt. Zudem bietet Chair Airlines Flüge zwischen Basel und Pristina an.

## Flotte

### Aktuelle Flotte
Mit Stand April 2025 besteht die Flotte der Chair Airlines aus vier Flugzeugen mit einem Durchschnittsalter von 16,5 Jahren:
| Flugzeugtyp     | Anzahl | bestellt | Anmerkungen | Sitzplätze | Durchschnittsalter |
| --------------- | ------ | -------- | ----------- | ---------- | ------------------ |
| Airbus A319-100 | 1      |          |             | 150        | 18,2 Jahre         |
| Airbus A320-200 | 3      |          |             | 180        | 16,0 Jahre         |
| Gesamt          | 4      | -        |             |            | 16,5 Jahre         |

### Ehemalige Flugzeuge
In der Vergangenheit setzte Chair Airlines folgende Flugzeugtypen ein:
- Boeing 737-800